# Juan Comella Colom
Juan Comella Colom (Vic, 1855-ibidem, 26 de marzo de 1944) fue un político español, alcalde de Vic entre 1923 y 1930.

## Biografía
De ideas católicas y tradicionalistas, en su juventud combatió en la tercera guerra carlista, en la que luchó en varias campañas a las órdenes directas del general Francisco Savalls, participando en la toma de Olot y en el copo del ejército del general Nouvilas. Terminó la contienda con el grado de capitán.
Propietario e industrial, tras la guerra siguió muy activo en el movimiento carlista y fue concejal en el Ayuntamiento de Vic entre 1910 y 1914. Al producirse en 1919 la fractura en el tradicionalismo, se unió al partido de Vázquez de Mella que dirigía en Cataluña Teodoro de Mas.
Durante la dictadura de Primo de Rivera, entre 1923 y 1930, fue alcalde de Vic y miembro de la junta local de la Unión Patriótica presidida por Carlos Forcada.
Juan Comella, partidario de medidas represivas contra los catalanistas, se enfrentó con Forcada, que propugnaba una actitud más comprensiva con sus adversarios políticos y que contaba con el apoyo de Teodoro de Mas. Finalmente el alcalde acabó imponiéndose, produciéndose la expulsión de funcionarios municipales acusados de separatistas y el cierre de algunas entidades de la ciudad. Durante la Segunda República sería denunciado por haber destituido ilegalmente a un ujier del Ayuntamiento.
En 1925 nombró alcaldes honorarios de Vic a los reyes Alfonso XIII y Victoria Eugenia, a quienes recibió personalmente en Vic en 1927.
Junto a otros individuos vicenses pertenecientes al Somatén, en 1928 recibió la medalla de constancia por parte del general Berenguer.
Estallada la guerra civil, pudo escapar, corriendo mejor suerte que otro exalcalde tradicionalista de Vic, Juan Travería, que fue asesinado. Las autoridades republicanas declararon a Juan Comella fugitivo.
Durante la postguerra recibió la Medalla de la ciudad de Vich y fue nombrado teniente honorario por el general Franco como veterano de las guerras carlistas.
Estuvo casado con Concepción Almeda Delmuns, con quien tuvo al menos tres hijas. Su nieto Manuel Riera Comella fue también alcalde de Vic en la década de 1940. Uno de sus hermanos, Jacinto Comella Colom, fue un destacado sacerdote y jurisconsulto.